# Eddi Reader
Sadenia « Eddi » Reader (née le 29 août 1959) est une auteure-compositrice-interprète écossaise. Connue pour son travail en tant que chanteuse de Fairground Attraction à la fin des années 1980, dont le single Perfect atteint la première place des charts britanniques, elle mène ensuite une carrière solo avec neuf albums studio. Elle a été récompensée de trois Brit Awards dont en 1995 le Brit Award de la meilleure chanteuse britannique.
En 2003, elle rend hommage au poète national écossais, Robert Burns, en adaptant certains de ses poèmes en chansons, comme de nombreux artistes avant elle, tel Andy M. Stewart. Elle s'entoure pour cela de  musiciens célèbres comme Ian Carr (guitare), Phil Cunningham (accordéon), John MacCusker (en) (fiddle) ou Boo Hewerdine (en) (guitare).

## Biographie

### Début de carrière
Eddi Reader, née à Glasgow, en Écosse, est la fille d'un soudeur et l'aînée de sept enfants (son frère, Francis, est chanteur du groupe The Trash Can Sinatras). Elle a été surnommée Edna par ses parents. Habitant d'abord dans le quartier d'Anderston, un bidonville détruit en 1965, la famille Reader s'installe ensuite dans un appartement pourvu de deux chambres dans le quartier d'Arden. 
En 1976, la surpopulation du lieu oblige la famille à se reloger à 40 km de Glasgow, dans la ville d'Irvine, dans l'Ayrshire du nord. Eddi, de son côté, retourne à Glasgow vivre avec sa grand-mère à Pollok, et y termine sa scolarité obligatoire. Elle apprend à jouer de la guitare à l'âge de dix ans, et commence à chanter dans la rue, d'abord à Sauchiehall Street, l'une des principales rues commerçantes de Glasgow, puis à Londres au début des années 1980 et en Europe (où elle a également travaillé avec des artistes de cirque et de spectacles).
De retour en Écosse, tout en trouvant du travail en usine à Irvine et en travaillant à temps partiel au studio d'enregistrement Sirocco à Kilmarnock, elle répond à une annonce dans la presse musicale et se rend à Londres pour auditionner et rejoindre le groupe punk Gang of Four, qui avait besoin d'une choriste, pour leur apparition dans l'émission musicale télévisée britannique The Old Grey Whistle Test et pour leur tournée au Royaume-Uni. Ce qui la conduit à sa première tournée américaine avec le groupe. Après son retour au Royaume-Uni et son départ du groupe, elle commence à travailler comme vocaliste de studio à Londres, en chantant des jingles pour des publicités radio, ou avec des groupes tels que Eurythmics, The Waterboys, Billy MacKenzie, John Foxx et Alison Moyet.

### Fairground Attraction
En 1984, Eddi Reader rentre au Royaume-Uni, après avoir travaillé à Paris comme choriste pour le compositeur Vladimir Cosma, sur la chanson Sensitive du film Lévy et Goliath, ou la chanson Only Love, coécrite avec Pierre Delanoë et Norman Gimbel pour la série L'amour en héritage. Grâce à ses contacts avec les musiciens de studio de la section cuivre The Kick Horns à Londres, elle signe un contrat avec EMI et enregistre deux singles avec le groupe disco Outbar Squeek. À peu près à la même époque, elle rencontre Mark E. Nevin, un guitariste et auteur-compositeur du groupe Jane Aire and the Belvederes, et lui demande d'écrire pour elle. Ils enregistrent deux chansons sous le nom de The Academy of Fine Popular Music. Ils ont ensuite formé Fairground Attraction, avec Simon Edwards (guitarrón - une guitare basse acoustique mexicaine) et Roy Dodds (batterie et percussions). En 1988, le groupe signe chez RCA / BMG records et sort son premier single, Perfect, qui devient numéro un au Royaume-Uni, remportant le prix du meilleur single aux BRIT Awards 1989. Leur premier album, The First of a Million Kisses, a également été un succès, atteignant la deuxième place du classement britannique des albums et remportant le prix du meilleur album aux Brits de 1989.
Ce succès sera cependant de courte durée. En novembre 1989, après une pause, au cours de laquelle Eddi Reader a son premier enfant, Charlie, avec son partenaire franco-algérien Milou, des disputes éclatent au sein du groupe, et Nevin abandonne une session d'enregistrement pour le deuxième album. Le groupe décide de se séparer. Un deuxième album de fortune, une collection de faces B et de titres live, Ay Fond Kiss, sort à la hâte l'année suivante.

### Vie privée
En 2013, Eddi Reader épouse John Douglas, un auteur-compositeur et membre du groupe The Trash Can Sinatras.

## Discographie

### Albums studio
- Avec Fairground Attraction
  - 1988 : The First of a Million Kisses
  - 1990 : Ay Fond Kiss
  - 2003 : Kawasaki - Live in Japan 02.07.89
  - 2004 : The Very Best of Fairground Attraction

- En solo
  - 1992 : Mirmama
  - 1994 : Eddi Reader
  - 1996 : Candyfloss and Medicine
  - 1998 : Angels & Electricity
  - 2001 : Simple Soul
  - 2001 : Driftwood
  - 2003 : Sings the Songs of Robert Burns
  - 2007 : Peacetime
  - 2009 : Love is the Way
  - 2014 : Vagabond
  - 2018 : Cavalier
  - 2018 : Starlight (EP)

### Albums Live
- 2001 : Eddi Reader Live
- 2003 : Eddi Reader Live: Edinburgh
- 2003 : Eddi Reader Live: Newcastle
- 2003 : Eddi Reader Live: Leeds
- 2003 : Eddi Reader Live: London
- 2006 : St Clare's Night Out: Live at The Basement
- 2008 : Port Fairy Folk Festival
- 2010 : Live in Japan

### Bandes originales de films
- 1995 : Batman Forever: Music from the Motion Picture
  - Nobody Lives Without Love[6]
- 1996 : Pluie de roses sur Manhattan (Bed of Roses)
  - The Right Place[7]
- 2000 : Love and Sex
  - Honeychild[8]
- 2001 :  My First Mister
  - Bell, Book and Candle (1999)[9]